# Fitili
Fìtili è l'unica frazione di Parghelia in provincia di Vibo Valentia.
Fitili è situata in una località semi-collinare, a 250 metri sopra il livello del mare, e dista 1,6 chilometri da Parghelia, di cui è l'unica frazione.
I suoi abitanti sono 111.

## Storia
La località risulta insediata fin dai tempi antichi, grazie alla presenza di numerose miniere di quarzo e feldspato, in passato utilizzato ed esportato anche all'estero per la produzione di vetri, terraglie, smalti e faenze.
Nel 1634 venne istituita la parrocchia di San Girolamo in Fitoli. Nel 1796 la parrocchia acquisì una miniera, poi riscattata con reddito del debito pubblico, che concedeva al parroco una cospicua entrata annuale.
Il paese venne raso al suolo dal terremoto della Calabria del 1905, che causò a Fitili 9 vittime. La chiesa di San Girolamo venne ricostruita solo nel 1986.